# پیریدازین
پیریدازین (به انگلیسی: Pyridazine) یک ترکیب شیمیایی با شناسه پاب‌کم ۹۲۵۹ است. که جرم مولی آن 80.09 g/mol می‌باشد. شکل ظاهری این ترکیب، مایع بی‌رنگ است.این ترکیب آلی یک ترکیب حلقویست که به جای دو کربن آن دو اتم نیتروژن قرار گرفته است.